# Serguéi Dovlátov
Serguéi Donátovich Dovlátov [Dovlátov-Méchik, en ruso: Серге́й Дона́тович Довла́тов (Ме́чик)] (Ufá, 3 de septiembre de 1941 – Nueva York, 24 de agosto de 1990) fue un escritor ruso. Expulsado de la Unión de Periodistas Soviéticos en 1978, emigró a Nueva York, donde fue redactor jefe del periódico ruso The New American.

## Biografía
Hijo de un director de escena judío y una correctora armenia, Dovlátov nació durante la evacuación de la Segunda Guerra Mundial. En 1944 la familia regresó a Leningrado. En 1959 entró en la Facultad de Filología de la Universidad Estatal de Leningrado y estudió la lengua finesa durante dos años, pero fue expulsado. Entonces trabó amistad con los poetas Yevgueni Rein, Anatoli Naiman y Joseph Brodsky. 
Después fue llamado a hacer el servicio militar y durante tres años sirvió en las Tropas de Seguridad Interior haciendo guardias en campos de concentración en la República de Komi. Allí comenzó a escribir cuentos. 
Cuando volvió, entró en la Facultad de Periodismo de la Universidad Estatal de Leningrado y trabajó como secretario de la escritora Vera Panova. 
En 1972-75 se trasladó a Estonia, donde trabajó como corresponsal de periódicos como Sovétskaya Estonia y Vecherni Tallinn. También fue guía del Museo de Pushkin en Mijáilovskoye, cerca de Pskov. En 1975 regresó a Leningrado. Trabajó en la revista para jóvenes Kostior (La Hoguera). No pudo publicar sus cuentos a causa de que su humor ácido revelaba el teatro del absurdo que era la vida en la Unión Soviética. El autor como buen posrealista no calificaba lo que describía, pero ridiculizaba al poder con ironía. Sus cuentos pudieron ser reproducidos solo en samizdat y en las revistas de emigrados Continent y Time and Us. 
En 1978 Dovlátov fue expulsado de la Unión de Periodistas Soviéticos y emigró a Nueva York, donde fue redactor jefe del periódico ruso The New American. En los Estados Unidos publicó sus cuentos y novelas, y sus doce libros tuvieron éxito. También publicó sus obras en la prestigiosa revista The New Yorker. 
Murió de insuficiencia cardiaca. Está enterrado en el cementerio judío Mount Hebron, en Nueva York. Sus libros no llegaron a los lectores de Rusia hasta los años noventa. En el año 2014 la ciudad de Nueva York nombró una calle en su honor: la calle donde vivió Dovlátov en Queens ahora lleva el nombre «Sergei Dovlatov Way».

## Obras escogidas
- Невидимая книга. — El libro invisible, 1977
- Соло на ундервуде: Записные книжки. — Solo de máquina de escribir: libretas de notas, 1980.
- Компромисс. — Compromiso, 1981.
- Зона: Записки надзирателя. — La zona: notas de un guardián de prisión, 1982.
- Заповедник (роман). — Reserva natural (novela), 1983.
- Марш одиноких. — La marcha de los solitarios, 1983.
- Наши. — Los nuestros, 1983.
- Демарш энтузиастов. — Démarche de entusiastas, 1985 (con V.Bajchanián y N.Sagalovski)
- Ремесло: Повесть в двух частях. — El arte: novela corta en dos partes, 1985.
- Иностранка. — La extranjera, 1986.
- Чемодан. — La maleta, 1986.
- Представление. — El espectáculo, 1987.
- He только Бродский: Русская культура в портретах и анекдотах — No solamente Brodsky: la cultura rusa en retratos y chistes, 1990 (con M.Vólkova)
- Записные книжки. — Libretas de notas, 1990.
- Филиал. — La sucursal, 1990.